# Perdona bonita, pero Lucas me quería a mí
Perdona bonita, pero Lucas me quería a mí es una película de 1997 dirigida por Dunia Ayaso y Félix Sabroso. La película fue considerada una comedia coral en la que los personajes involucrados en la trama eran llevados al extremo en lo que a estereotipos se refería. Esto causó determinadas críticas sobre lo exagerado de los personajes homosexuales, a lo que los directores respondieron que los personajes heterosexuales también eran exagerados y basados en clichés. Aun así, fue una de las más taquilleras de la década de 1990, pese a ser rodada con un presupuesto limitado, desarrollándose una relación de camaradería en los ensayos.

## Sinopsis
Hasta que Lucas apareció en sus vidas, Dani, Carlos y Toni llevaban una existencia tranquila y sin grandes preocupaciones. Compartían casi todo: la casa, los quehaceres domésticos, los perros, su homosexualidad y las deudas. Fueron estas las que les obligaron a alquilar uno de los dormitorios de su piso. Entonces apareció Lucas, con su pelo largo, su encantadora sonrisa y su cuerpo musculoso para cambiar por completo la vida y el destino de sus enamorados caseros. Lucas aparece muerto pero... ¿quién lo ha matado? Todos tenían razones para hacerlo o tal vez ninguno.

## Reparto
| Actor/Actriz              | Personaje               |
| ------------------------- | ----------------------- |
| Alonso Caparrós           | Lucas                   |
| Jordi Mollà               | Toni                    |
| Pepón Nieto               | Carlos                  |
| Roberto Correcher         | Dani                    |
| Gracia Olayo              | Estrella                |
| Esperanza Roy             | Juliana                 |
| Ferran Rañé               | Miguel                  |
| Lucina Gil                | Clara                   |
| María Pujalte             | Maricarmen              |
| Carmen Navarro            | Catherine               |
| Mariola Fuentes           | Ana                     |
| Sandro Ausina             | Jorge                   |
| Concha Cortés             |                         |
| Carmen Balagué            | Camarera                |
| Riky                      |                         |
| Felipa Ortiz              |                         |
| Antonia San Juan          | Chica jocosa en casting |
| Juan Bautista Cucarella   |                         |
| Miguel Mota               |                         |
| Clara Fernández de Loaysa |                         |
| Félix Granado             |                         |
| Blanca Díaz Hijalde       |                         |
| Malena Gutiérrez          |                         |
| Luis David                |                         |

### Otros
Otros actores que salen en papeles menores son; Antonia San Juan como la mujer que no paraba de reír que va informarse por la habitación, también presta voz a la casera malhumorada, y a las cintas de meditación que oye Toni. También hace un cameo Sandro Ausina, que es otro de los que va a informarse por la habitación en alquiler, junto a su perra a quien considera "una persona", y Carmen Balagué como la camarera de la discoteca donde van los tres amigos.

## Título
Viene de una frase del guion en la que Dani le dice a Carlos y a Toni: «Perdonad bonitas, pero Lucas me quería a mí».

## Banda sonora
La banda sonora está compuesta por Manuel Villalta, compositor de otras bandas sonoras para películas como; El palo, El oro de Moscú o Planta 4ª. Algunas piezas están tituladas dando nombre a las escenas en las que aparecen. Aquí el tracklist.

Todas las canciones escritas y compuestas por Manuel Villalta. 
| B.S.O. Perdona bonita, pero Lucas me quería a mí. |                                                         |          |  |
| N.º                                               | Título                                                  | Duración |  |
| 1.                                                | «Perdona Bonita»                                        | 3:30     |  |
| 2.                                                | «La aparición»                                          | 2:10     |  |
| 3.                                                | «Todos al ataque»                                       | 3:20     |  |
| 4.                                                | «Desayuno con pedruscos»                                | 4:05     |  |
| 5.                                                | «Meditación»                                            | 1:50     |  |
| 6.                                                | «House of devotion»                                     | 2:55     |  |
| 7.                                                | «Un cadáver after-hours»                                | 2:22     |  |
| 8.                                                | «Descubrimiento»                                        | 2:46     |  |
| 9.                                                | «Neurosis»                                              | 2:00     |  |
| 10.                                               | «Hola Lucas (alguien tipo tú)»                          | 3:58     |  |
| 11.                                               | «Desengaño»                                             | 3:48     |  |
| 12.                                               | «La incineración»                                       | 6:00     |  |
| 13.                                               | «Hace frío ya (Ma che freddo fa)» (con Gemma Corredera) | 2:30     |  |
| 14.                                               | «Todos al ataque 2º»                                    | 3:20     |  |